# Ilia Odichelidze
Ilia Odichelidze (ილია ოდიშელიძე en géorgien, Илья Зурабович Одишелидзе, Ilia Zourabovitch Odichelidze en russe) , né le 25 mars 1865 en Géorgie, mort en 1925, est un militaire de l'Empire russe, de la République démocratique fédérative de Transcaucasie, puis de la République démocratique de Géorgie.

## Carrière dans l'armée russe

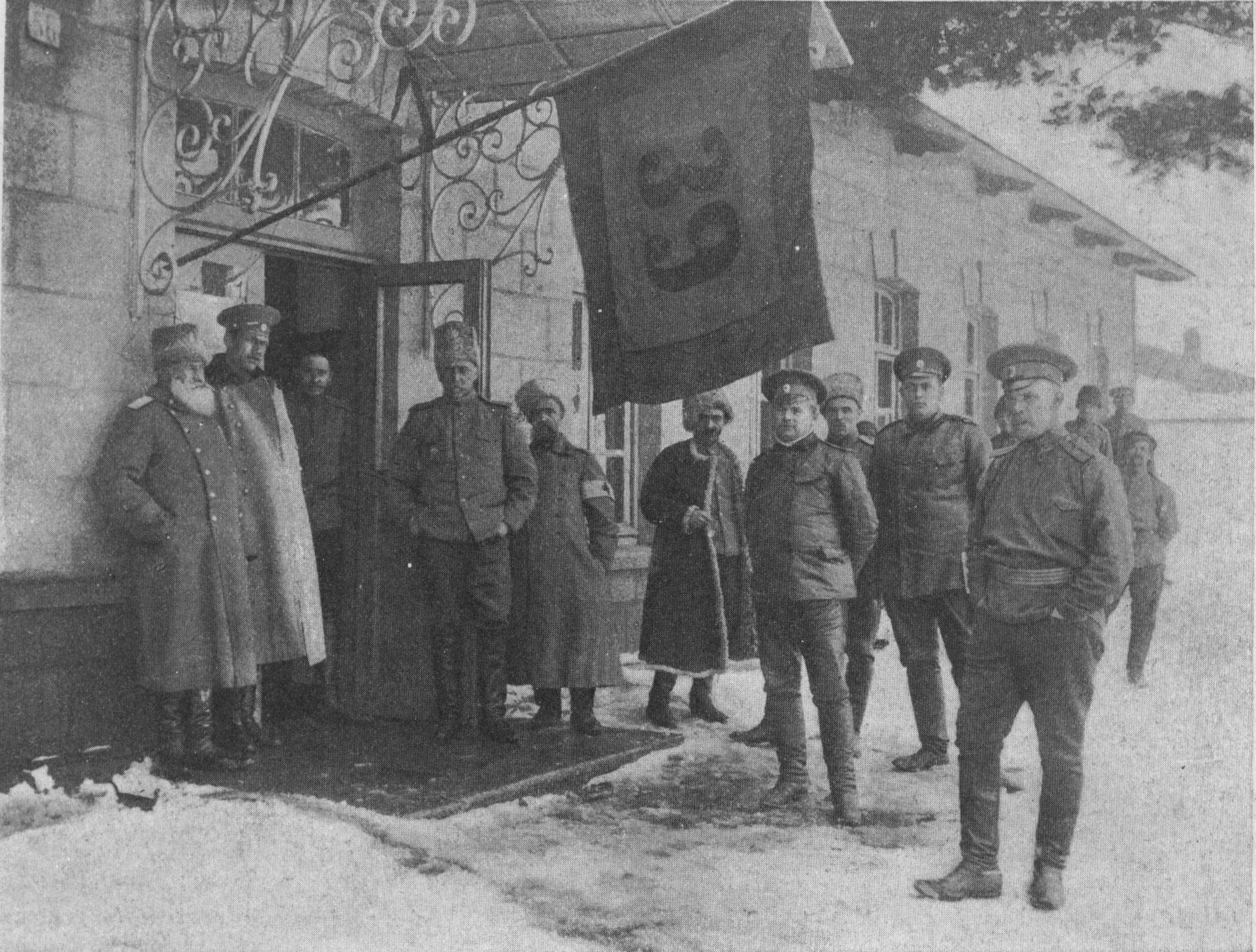
Le général De Vitt à Sarikamis

Né en Géorgie, à l'époque partie de la vice-royauté du Caucase de l'Empire russe, il fait d'abord carrière dans l'armée impériale. Il étudie à l'école militaire Alexandre III (1887) puis à l'école d'état-major à Saint-Pétersbourg (1894). Il sert dans différentes provinces de l'Empire et prend part à la guerre russo-japonaise (1904-1905). Du 6 novembre 1911 au 9 janvier 1914, il est gouverneur de Samarkand, dans le Turkestan russe. Il est ensuite chef d'état-major du district militaire du Turkestan (en).
Le 11 octobre 1914, il est promu lieutenant général. De novembre 1914 à l'automne 1917, il exerce différentes fonctions dans les 1re et 3e armées russes.
Le 2 octobre 1917, sous le gouvernement provisoire de Kerenski, il est nommé commandant de l'armée russe du Caucase en remplacement de Vladimir De Vitt (ru). En janvier 1918, il dirige les opérations contre l'armée ottomane autour d'Erzurum, dans la campagne du Caucase. La révolution d'Octobre en Russie entraîne un effondrement total des structures étatiques russes dans le Caucase.

## Carrière dans l'armée transcaucasienne
Il est nommé vice-ministre de la Défense sous l'autorité d'Evguéni Guéguétchkori, d'abord Haut Commissaire à la Transcaucasie (institution créée par le gouvernement provisoire russe début octobre 1917 afin d'administrer les territoires arméniens, azerbaïdjanais et géorgiens), puis président du Comité exécutif de la République démocratique fédérative de Transcaucasie (institution créée par l'Assemblée parlementaire de Transcaucasie en mars 1918).
L’une de ses missions consiste à faire canaliser les dizaines de milliers de soldats de l’armée impériale russe de retour du front ottoman — à la suite du traité de Brest-Litovsk  de paix séparée signé le 3 mars 1918 par Lénine et  les Empires centraux  — et rejoignant le territoire de la Russie soviétique par le Caucase. Une autre mission consiste à prévenir la menace territoriale de l’Empire ottoman, qui finalement conduira à l’éclatement de la Fédération compte tenu de la divergence des intérêts arméniens et azerbaïdjanais.

## Carrière dans l'armée géorgienne

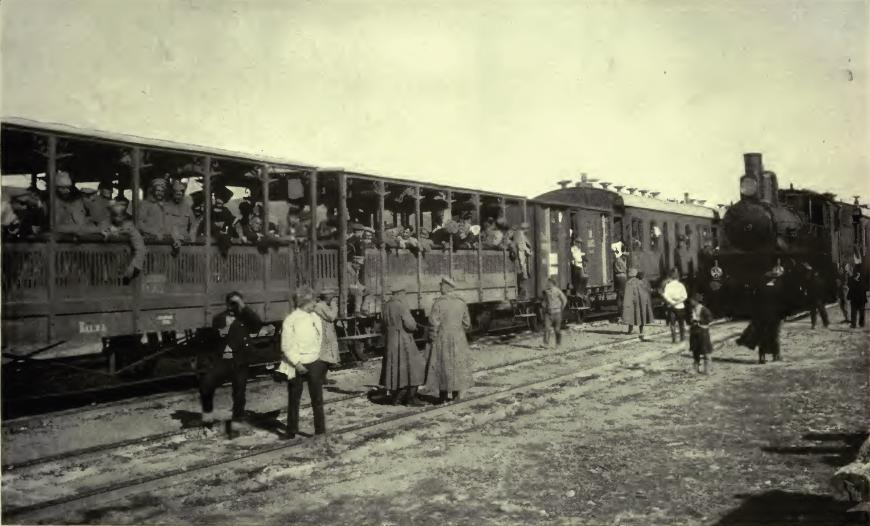
Train de troupes géorgiennes à Telavi, 1920

Après la proclamation de la République démocratique de Géorgie, qui a quitté la Fédération le 26 mai 1918, il est nommé à l'automne 1920 commandant en chef de l'armée géorgienne par le président du 2e gouvernement géorgien — Noé Jordania — qui se sépare du général Guiorgui Kvinitadzé à la suite d'un désaccord stratégique concernant la menace soviétique.
Le 15 février 1921, lors de l'invasion du territoire géorgien par les armées de la Russie soviétique, Ilia Odichélidzé rend son commandement à Guiorgui Kvinitadzé à la demande du gouvernement. Après la défaite géorgienne du 17 mars 1921, il ne rejoint ni la Pologne où le général Pilsudski accueille une centaine d'officiers géorgiens pour les intégrer à l'armée polonaise, ni la France où le pouvoir politique géorgien s'exile. Selon certaines sources, il est fusillé par les Soviétiques, selon d'autres il se réfugie en Turquie et meurt en 1925.

## Famille
Bien qu'homonyme de Georges Odichélidzé (1899-1970), élève à l'école militaire de Tbilissi, combattant l'invasion soviétique en 1921 puis réfugié en France et admis à l'école militaire d'application de Saint-Meixent pour en sortir sous-lieutenant en 1922, il n'est pas d'une parenté proche.

## Sources et bibliographie
- (en) Cet article est partiellement ou en totalité issu de l’article de Wikipédia en anglais intitulé « Ilia Odishelidze » (voir la liste des auteurs) dans sa version du 12 juin 2017.

- (ka) Cet article est partiellement ou en totalité issu de l’article de Wikipédia en géorgien intitulé « ილია ოდიშელიძე » (voir la liste des auteurs).
- Émigration géorgienne vers la France
- Comité de liaison pour la solidarité avec l'Europe de l'Est